# 斯洛博達-布尚西卡
48°20′51″N 28°5′24″E / 48.34750°N 28.09000°E
斯洛博達-布尚西卡（烏克蘭語：Слобода-Бушанська），是烏克蘭的村落，位於該國西南部文尼察州，由莫希利夫-波季利斯基區負責管轄，始建於1700年，面積0.61平方公里，海拔高度135米，2001年人口134，人口密度每平方公里219.67人。